# 스펜서 리
스펜서 리처드 리(영어: Spencer Richard Lee, 영어 발음: /ˈspɛnsəɹ ˈɹɪt͡ʃ.ɚd ˈliː/, 1998년 10월 14일~)는 미국의 레슬링 선수이다. 2024년 하계 올림픽 남자 자유형 밴텀급에서 은메달을 획득했다.

## 어린 시절
리는 1998년 콜로라도주 덴버에서 래리 리와 캐시 리 부부의 쌍둥이 남매 중 아들로 태어났다. 어머니 캐시는 과거 미국 국가대표 유도 선수로 활동했다. 그는 펜실베이니아주의 세이거타운과 머리스빌에서 성장했으며 프랭클린 리저널 고등학교와 아이오와 대학교에서 수학했다. 그는 어린 시절부터 레슬링을 했으며 학생 시절에 미국 국내 레슬링 대회에서 입상했다. 리는 대학 시절에 아이오와 대학교 레슬링팀 소속으로 활동했으며 NCAA 디비전 I 레슬링 대회에서 3회 우승을 차지했다.

## 선수 경력
리는 미국 연령별 레슬링 국가대표로 활동했으며 2024년에 성인 국가대표로 발탁되었다. 그 해 2월 멕시코 아카풀코에서 열린 2024년 팬아메리카 선수권 대회에 참가했으며 베네수엘라의 페드로 메히아스를 꺾고 금메달을 획득했다.
같은 해 5월 튀르키에 이스탄불에서 열린 올림픽 참가 예선에 참가하여 밴텀급 1위에 오르면서 올림픽 출전권을 얻었으며 8월에 프랑스 파리에서 열린 2024년 하계 올림픽에서 일본의 히구치 레이의 뒤를 이어 은메달을 획득했다.